# Stor-Korpen
Stor-Korpen är en sjö i Norsjö kommun och Skellefteå kommun i Västerbotten och ingår i Bureälvens huvudavrinningsområde. Sjön har en area på 0,239 kvadratkilometer och ligger 257 meter över havet.

## Delavrinningsområde
Stor-Korpen ingår i det delavrinningsområde (718586-170113) som SMHI kallar för Inloppet i Nedre Burträsket. Medelhöjden är 267 meter över havet och ytan är 35,19 kvadratkilometer. Det finns inga avrinningsområden uppströms utan avrinningsområdet är högsta punkten. Avrinningsområdets utflöde Bureälven mynnar i havet. Avrinningsområdet består mestadels av skog (64 procent) och sankmarker (29 procent). Avrinningsområdet har 0,58 kvadratkilometer vattenytor vilket ger det en sjöprocent på 1,6 procent.